# Drymusa canhemabae
Drymusa canhemabae är en spindelart som beskrevs av Brescovit, Bonaldo och Cristina A. Rheims 2004. Drymusa canhemabae ingår i släktet Drymusa och familjen Drymusidae. Inga underarter finns listade i Catalogue of Life.